# Maurice Wiliquet
Maurice Guillaume Wiliquet (Neerlinter, 20 september 1913 – Laken, 9 september 1991) was een Belgisch kunstenaar.

## Opleiding
Wiliquet studeerde van 1932 tot 1934 aan de Academie van Sint-Joost-ten-Node (Brussel) onder de leiding van Henri Ottevaere. In 1935 vervolmaakte hij zich aan de tekenschool Sint-Lukas te Schaarbeek (Brussel) en van 1941 tot 1943 legde hij zich toe op de portretschilderkunst aan de Academie te Tienen.

## Werken
Hij was een figuratief kunstenaar die vooral de plein-air-schilderkunst beoefende. De inspiratie voor zijn bosgezichten vond hij in het Zoniënwoud. In zijn stadsgezichten en landschappen herkent men onder andere Tienen en omgeving, Grimbergen en St.-Anna-Pede in het Pajottenland; maar ook de kleine steegjes van Brussel bekoorden hem.
Wiliquet was ook een portretschilder. Tijdens en onmiddellijk na de Tweede Wereldoorlog vroeg een aantal Amerikaanse soldaten hem een portret van henzelf te maken of aan de hand van een foto een portret te schilderen van hun moeder, echtgenote of kinderen. Af en toe vroeg een soldaat het schilderij op te sturen naar de VS, waardoor er in de VS tot op heden nog heel wat schilderijen van Wiliquet te vinden zijn.

## Woonplaatsen
Wiliquet startte met de creatie van zijn werken in Tienen. Hij had er samen met zijn echtgenote (Marie Louise Crama) een kruidenierszaak in Grimde (Tienen) tot eind jaren 50. Vanaf 1964 bezat hij een eigen kunstgalerie te Sint-Gillis (Brussel). Hij nam deel aan een grote tentoonstelling in Rome. In 1967 verhuisde hij zijn galerie naar het hartje van Brussel (nu de Agoragalerij). Deze kunstgalerie bleef bestaan tot in 1973. Daarna was hij nog actief in zijn atelier te Schaarbeek.

## Trivia
- In 1964 werd Wiliquet uitgenodigd om deel te nemen aan de internationale tentoonstelling Les Arts en Europe, welke plaatsvond in Brussel.
- De handtekening van Wiliquet is opgenomen in Belgian Artist Signatures deel II en werd geselecteerd voor Twee eeuwen signaturen van Belgische kunstenaars van P. Piron.